# Zdeněk Válek
Zdeněk Válek (* 2. dubna 1958) je bývalý český fotbalista, útočník, reprezentant Československa. Za československou reprezentaci odehrál v letech 1981-1984 pět přátelských utkání a dal jeden gól. Hrál za FC Vítkovice (1979-1980), Baník Ostrava (1980-1986) a Bohemians (1986-1989). V lize odehrál 224 utkání a dal 40 gólů.